# Laurens Zintsch
Laurens Zintsch (* 1. Januar 1999 in Naumburg (Saale)) ist ein deutscher Fußballspieler.

## Karriere
Nach seinen Anfängen in der Jugend des Naumburger SV 05, des FC Carl Zeiss Jena und Hamburger SV wechselte er im Sommer 2017 zurück in die Jugendabteilung der Jenaer. Im Sommer 2018 wurde er in den Kader der 2. Mannschaft aufgenommen. Für Jena II kam er auf 42 Ligaspiele, bei denen ihm sieben Tore gelangen, bis der landesweite Spielbetrieb aufgrund der COVID-19-Pandemie Mitte März 2020 unterbrochen wurde. Anfang Juni 2020 wurde Zintsch von Cheftrainer Kenny Verhoene im Rahmen einer vereinsinternen Umstrukturierungsmaßnahme gemeinsam mit fünf weiteren Oberligaspielern in den Drittligakader, der wieder am Ligabetrieb teilnehmen konnte, berufen. Dort kam er auch zu seinem ersten Einsatz im Profibereich, als er am 17. Juni 2020, dem 33. Spieltag, bei der 0:4-Auswärtsniederlage gegen Hansa Rostock in der 62. Spielminute für Patrick Schorr eingewechselt wurde.
Im Sommer 2020 erfolgte sein Wechsel zum Regionalligisten ZFC Meuselwitz.